# Alphonse
Alphonse é uma série de televisão francesa escrita e dirigida por Nicolas Bedos e estrelada por Jean Dujardin, Charlotte Gainsbourg, Nicole Garcia, Pierre Arditi, Laura Morante, Francine Bergé e Marie-Christine Barrault. A série estreou no Amazon Prime Video em 12 de outubro de 2023.

## Elenco
- Jean Dujardin como Alphonse
- Charlotte Gainsbourg como Margot
- Nicole Garcia como Martha
- Elsa Zylberstein como Eleonore Baumann
- Pierre Arditi como Jacques Bisson
- Francine Bergé como Adele Clement
- Marie-Christine Barrault como Eve Bragnier
- Laura Morante como Laura Tomazi
- Martine Chevallier como Elise Duthi
- Vincent Macaigne como Wildred
- Myriem Akheddiou como The psy
- Lubna Azabal como Natacha Gemier
- Olivier Barthélémy como Bruno
- Nicole Calfan como Marianne
- Anne Canovas como Marie
- Michaël Cohen como Lucien Moreira
- Chantal Neuwirth como Francoise Berleau

## Recepção
Em sua crítica para A Good Movie To Watch, Renee Cuisia avaliou a série com 6 de 10 estrelas. Shabnam Jahan deu à série uma classificação de duas de cinco estrelas em sua avaliação para Leisure Byte.